# ناقل إس سي إس
إس سي إس أو ن س م (بالإنجليزية: SCS أو Simplified Wiring System)‏ (بالإسبانية: Sistema Cablaggio Semplificato)‏ هو ناقل يستخدم نظام سلكي مبسط.
يتعلق الأمر بناقل بلور سنة 1996م.
هذه التطبيقات تغطي مجالات أتمتة المنزل والمباني الأوتوماتيكية.

## المميزات العامة
الناقل SCS هو زوج متطور ناقل لين ومرن مع عازل 300/500V.الموافق للمعايير CEI 46-5 et CEI.

## تواصل
عبرالناقل SCS يتم نقل 4 أنواع من الإشارات تضمين التردد:
- إمداد
- الأخبار
- فيديو (بصري)
- سمعي

تضمين التردد للنقل هو CSMA/CA. تردد النقل هو 9600 Hz

## الوظائف
عبرالناقل SCS نتوفر على وظائف متعددة: 
- إضاءة
- أوتوماتيكي
- سيناريوات
- لإنذار
- ناشر الصوت
- التدبير الطاقي
- التحكم الحراري
- الحاجب

كل الوظائف المذكورة أعلاه تستعمل نفس تقنية نفس كيفيات الإعداد/التركيب.

## إدماج
من الممكن أن يتفاعل الناقل SCS مع عبارات (شبكات) وميفاق اتصالات مفتوح من النوع العالي يسمى أوبن ويب نت.
العبارات هي ثنائية الاتصال وتترجم إطار البيانات SCS إلى أوبن ويب نت والعكس بالعكس. 
ميفاق اتصالات النموذجي أوبن ويب نت يمكن أين كان من تحقيق وتطوير برامج معلوماتية لالتواصل مع الأجهزة المتصلة بالناقل SCS.

## مصدقات
الأجهزة المتصلة بالناقل SCS مصدقة IMQ وتجيب لمعايير المنتوج التالية:
- CEI EN 50428		:أجهزة الطلب غير آلية من أجل التمديدات الكهربائية الثابتة الموجهة لالاستعمال المنزلي أو ما شبه - أجهزة الطلب غير آلية والتوابع المرتبطة المستعملة في الأنظمة الإلكترونية المنزلية والمباني.
- CEI EN 60669-1/A1	:أجهزة الطلب غير آلية من أجل التمديدات الكهربائية الثابتة الموجهة لالاستعمال المنزلي أو ما شبه - إرشادات عامة.
- CEI EN 60669-2-1	:أجهزة الطلب غير آلية من أجل التمديدات الكهربائية الثابتة الموجهة لالاستعمال المنزلي أو ما شبه - إرشادات خاصة - قواطع إلكترونية.
- CEI EN 50090-2-2	:أنظمة إلكترونية للمنزل والمباني(HBES) - بانورامي عام - مطالب تقنية عامة.
- CEI EN 50090-2-3	:أنظمة إلكترونية للمنزل والمباني(HBES) - نظام بانورامي - مطالب السلامة العملية العامة للمنتجات الموجهة لأنظمة HBES